# Cordillera de la Ramada
La cordillera de la Ramada, también llamada cordón de la Ramada, en la que cordón significa "cinta" o "cuerda", es una cadena montañosa en la provincia argentina de San Juan, que forma parte de los Andes. Su pico más alto es Mercedario a 6720 m.
Las primeras ascensiones a varios picos de la cordillera fueron realizadas por una expedición polaca de 1934 organizada por la Sociedad de los Tatras y dirigida por Konstanty Jodko-Narkiewicz, cuyo grupo estaba formado por S. W. Daszynski, J. K. Dorawski, A. Karpinski, S. Osiecki y W. Ostrowski. Escalaron el Mercedario, el Alma Negra, el Pico Polaco, la Mesa y el cerro Ramada.
La cordillera es claramente visible desde el más conocido Aconcagua, la montaña más alta de América con 6.962 metros, que se encuentra a 100 km al sur del Mercedario, con el resultado de que algunos de los muchos escaladores que frecuentan el Aconcagua se desplazan a esta cordillera, aunque la zona es de menos fácil acceso. 

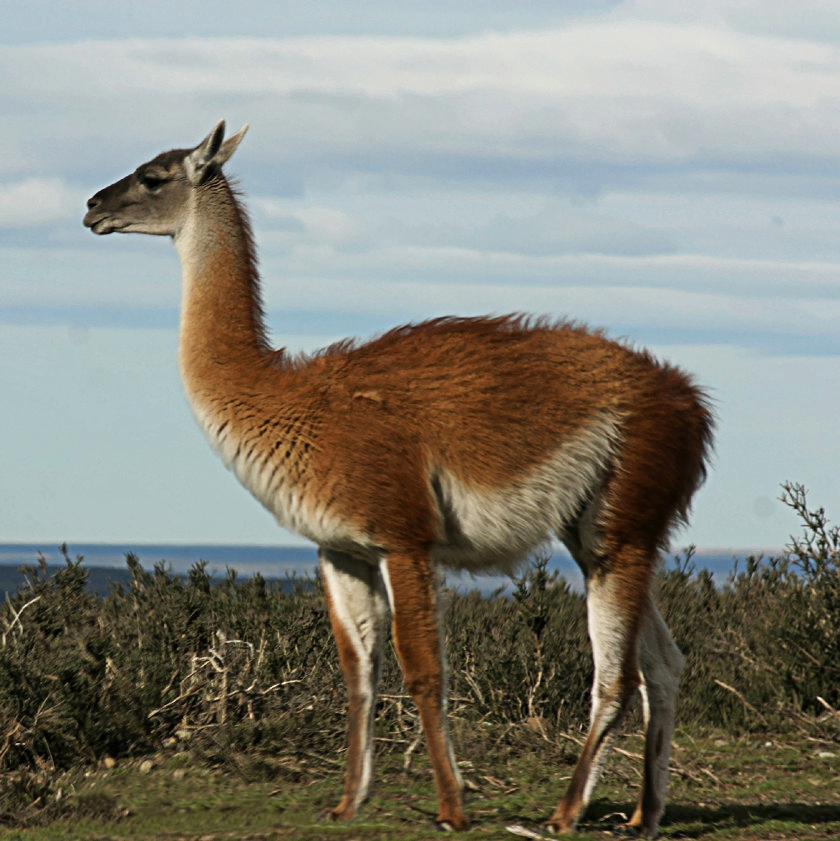
Un guanaco, que corre salvaje en la zona.

Gracias a la densa cobertura de nubes, toda la cordillera ha formado grandes glaciares que llegan en sus partes inferiores a unos 4.000 metros. La Mesa, a 6.200 metros, tiene glaciares especialmente grandes y no se sube a menudo. Para escalarla se necesitan largas travesías de cresta. 
Las temperaturas pueden ser extremas en verano e invierno, pero el clima es estable en otoño y primavera.  La mejor época del año para escalar en la cordillera es desde mediados de diciembre hasta finales de febrero.
En la parte baja de la cordillera, hay importantes industrias mineras que producen piedra caliza, dolomita, bentonita, mármol, agregados, calcita y feldespato, así como plata y oro. Los paleontólogos han encontrado aquí fósiles de algunos de los primeros dinosaurios, incluyendo el Herrerasaurus y el Eoraptor lunensis. La fauna local incluye cóndores, ñandúes, guanacos y vicuñas.

## Montañas
- Mercedario, 6700 m, la octava montaña más alta de los Andes, conocida en Chile como "El Ligua".
- Ramada Norte, 6500 m
- Cerro del Nacimiento, 6493 m[5]
- Alma Negra, 6290 m[6]
- Cerro Ramada, Argentina y Chile, 6200m[7]
- La Mesa, 6200 m
- Pico Polaco, 6001 m[6]